# (19531) Charton
(19531) Charton es un asteroide perteneciente al cinturón de asteroides, descubierto el 7 de abril de 1999 por el equipo del Lincoln Near-Earth Asteroid Research desde el Laboratorio Lincoln, Socorro, Nuevo México.

## Designación y nombre
Designado provisionalmente como 1999 GM32. Fue nombrado en honor a Heather Anne Charton (n. 1987) quien obtuvo el cuarto lugar en la Feria Internacional Intel de Ciencia e Ingeniería de 2003 por su proyecto de zoología. Asiste a la escuela secundaria Tuscarawas Valley en Zoarville, Ohio, EE.UU. 

## Características orbitales
Charton está situado a una distancia media del Sol de 2,250 ua, pudiendo alejarse hasta 2,636 ua y acercarse hasta 1,863 ua. Su excentricidad es 0,172 y la inclinación orbital 5,680 grados. Emplea 1232,42 días en completar una órbita alrededor del Sol.

## Características físicas
La magnitud absoluta de Charton es 15,47. Tiene 3,164 km de diámetro y su albedo se estima en 0,101.